# UV Гончих Псов
UV Гончих Псов (лат. UV Canum Venaticorum) — одиночная переменная звезда в созвездии Гончих Псов на расстоянии приблизительно 12 205 световых лет (около 3742 парсек) от Солнца. Звёздная величина диапазона CV звезды — от +14,54m до +13,57m.
Открыта Вальтером Бааде в 1926 году и Борисом Васильевичем Кукаркиным в 1957 году*.

## Характеристики
UV Гончих Псов — жёлто-белая пульсирующая переменная звезда типа RR Лиры (RRAB) спектрального класса F. Эффективная температура — около 6252 K.